# 一玉斎
一玉斎（いちぎょくさい、生没年不詳）とは江戸時代の浮世絵師。

## 来歴
一玉斎と号し、「年之丸」の印を使用しているため、歌川派の絵師とみられる。安政から文久の頃に錦絵を描いている。「名所堀きり景」という大判3枚続の作品に「一玉斎国孝画」という落款がみられるので、国孝と同一人物である可能性が高い。

## 作品
- 「神奈川港御貿易地御開地御役屋敷并町々寺院社地ニ至ル迄明細大絵図にあらわす」 51×74cm  安政6年 新栄堂版
- 「十二月の内」 大判12枚揃 文久2年 丸屋甚八版「きさらき」など